# El Regional (1897-1898)
El Regional fue un diario carlista editado entre 1897 y 1898 en la ciudad española de Valencia, durante la Restauración.

## Historia
Apareció el 1 de enero de 1897 y cesó el 15 de mayo de 1898. Se publicaba a cuatro páginas de 60 por 40 y cinco columnas en las imprentas Menosi, Vilar y Perigüell y José María Alpuente.
Cesada la publicación de El Tradicional, quedó la Comunión católico-monárquica huérfana de representación en la prensa diaria de Valencia; la escisión de Nocedal había dejado sentir su influjo también en esta región, aunque de una manera muy débil; pero había llevado cierta desorganización dentro del carlismo valenciano, lo que imposibilitaba aunar debidamente las fuerzas para acometer una empresa tan importante como la fundación de un nuevo diario.
Esta situación motivó la aparición de algunos diarios netamente católicos y más o menos afines al carlismo, que en cierto modo vinieron a suplir aquella falta, y así nacieron sucesivamente El Criterio y El Valenciano, que se fusionaron en El Criterio Valenciano, que también tuvo una corta vida, resultando inútiles cuantos esfuerzos se hicieron para que renacieran.
De acuerdo con Navarro Cabanes, a la desaparición de este último se dejó sentir con mayor intensidad entre los carlistas la falta de un órgano diario que defendiera en el estadio de la prensa valenciana las doctrinas tradicionalistas, y de aquí el clamor unánime del partido por conseguirlo. A ello dedicó sus esfuerzos la Junta provincial, luchando abnegadamente con la escasez de los medios de que podía disponer para tal empresa, y después de estudiar múltiples combinaciones, tras concienzudos cálculos y bien meditados presupuestos, se le hizo un ofrecimiento que inmediatamente aceptó.
Un joven entusiasta carlista ofreció su concurso material para la empresa si la Junta provincial le prestaba su apoyo moral. Se aceptó el ofrecimiento; ésta recomendó a los carlistas el nuevo periódico, y el 1 de enero de 1897 salió a luz El Regional, órgano de la Comunión Tradicionalista de Valencia, bajo la dirección de su propietario, Eugenio Chornet. No obstante, Chornet falleció al salir el primer número, víctima de rápida enfermedad, cuando ya tenía instalada la imprenta, el 8 del enero. Este imprevisto acontecimiento varió por completo la faz del asunto; los cálculos que sobre la base de un director propietario se habían hecho cayeron por tierra, y la Junta provincial se vio en la necesidad de asumir la propiedad y dirección del diario, nombrando un director y una junta administrativa que se encargaran, en su representación, de la marcha política y económica, respectivamente.
Ocuparon sucesivamente la dirección, mientras el periódico estuvo a cargo de la Junta provincial, Santiago Jorcano y Francisco López Solano, hasta el 15 de mayo de 1898, en que se suspendió su publicación, habiendo cesado desde 1 de abril anterior toda la intervención de la Junta provincial en la parte económica y administrativa del periódico, pasando éste a ser propiedad de los nombrados Francisco López Solano, director; Santiago Jorcano, administrador, y Bernardo Pellejero.
Durante su corta existencia luchó denodadamente en defensa de los principios condensados en el lema «Dios, Patria y Rey». Sus artículos contra la entonces pujante escisión nocedalina eran muy leídos y comentados por toda la prensa católica; sus campañas moralizadoras, referentes a asuntos locales, adquirieron gran resonancia, especialmente la dirigida a corregir los abusos e ilegalidades que se cometían en la administración del Hospital provincial, y por efecto de la cual se reorganizó y encauzó la marcha administrativa de aquel establecimiento, obligando a la Diputación provincial de Valencia a reunirse en sesión extraordinaria, a admitir la dimisión del entonces director y a destituir al administrador.
La valentía de sus escritos y la energía de sus ataques al liberalismo motivaron varias denuncias y persecuciones por parte de los Tribunales y no pocas amenazas y hasta agresiones de los republicanos.
Con motivo de la explosión de patriotismo que motivó la declaración de guerra de los Estados Unidos, junto con la demás prensa local, corporaciones populares y demás entidades, prestó su concurso a la grandiosa manifestación que contra los Estados Unidos se realizó en esta ciudad. Una esquela mortuoria dedicada a los héroes de Cavite, muertos por la escuadra norteamericana, y un artículo en que se comentaban aquellos hechos con la valentía y vehemencia naturales a todo corazón patriótico, motivaron que el periódico fuese denunciado por el fiscal militar, siendo conducido su director, López Solano, entre guardias civiles, a la cárcel de San Gregorio, donde estuvo preso desde las cinco de la tarde del 5 de mayo hasta las doce de la noche del 29 de junio de 1898, en que fue puesto en libertad provisional.
Esta denuncia, la prisión del director, la suspensión de las garantías constitucionales, el estado de guerra en que se hallaba España y la previa censura motivaron la suspensión de la salida de El Regional, el 15 de mayo de aquel año. Poco después, y cuando se hacían los preparativos para reanudar su publicación, circunstancias de otro orden, ajenas a la política, hicieron ya imposible le reaparición de El Regional.
Fueron redactores José Navarro Cabanes, Enrique Cardona y Castilla, entre otros.